# Orphinus terminalis
Orphinus terminalis es una especie de escarabajo de piel del género Orphinus, de la familia Dermestidae, orden Coleoptera.

## Distribución
Se distribuye por la isla de Hawái, Filipinas, islas Gilbert, Marianas del Sur, Islas Marshall y Samoa.

## Taxonomía
Fue descrita por Sharp en 1885.